# Saskatchewan River Crossing
Saskatchewan River Crossing (deutsch „Überquerung des Saskatchewan River“) ist eine Örtlichkeit im Banff-Nationalpark, am Abzweig des Alberta Highway 11 vom Icefields Parkway in der kanadischen Provinz Alberta. An dem Abzweig befindet sich keine klassische Wohnsiedlung, sondern nur die für den Betrieb eines Rasthofes und eines Hotelbetriebs/Resorts notwendige Bebauung.

## Allgemeines
Seinen Namen hat die Örtlichkeit vom North Saskatchewan River, den die Entdecker der kanadischen Rocky Mountains und die Pelzhändler auf dem Weg aus dem Osten nach British Columbia zu überqueren hatten. Zuvor war diese Route durch das Tal bereits Teil eines traditionellen Handels- und Jagdweges der First Nations, hier der Ktunaxa in British Columbia und der Piegan in Alberta. Diese erreichten von hier den nahegelegenen Howse Pass. Im Juni 1807 erkundete der Kartograf David Thompson diese Gegend, 1809 folgten die ersten Pelzhändler. Im Jahre 1948 erbaute George Brewster am North Saskatchewan River das „Saskatchewan River Bungalow Camp“, das 1,5 km vom heutigen Standort entfernt lag und 1963 hierhin verlegt wurde. Die Bedeutung von Saskatchewan River Crossing nahm zu, als hier der 1968 fertiggestellte Alberta Highway 11 endete, auf dem man nach 180 km die Gemeinde Rocky Mountain House erreicht und der dann weiter in die Prärie führt.

## Lage
Saskatchewan River Crossing liegt an der Einmündung des Howse River sowie des Mistaya River in den North Saskatchewan River, etwa 135 km nördlich von Banff bzw. 153 km südlich von Jasper, also ungefähr in der Mitte zwischen beiden Orten. Die Lokalität liegt dabei auch unmittelbar an der Einmündung des Alberta Highway 11 in den Alberta Highway 93, der zwischen Jasper und Lake Louise als Icefields Parkway bezeichnet wird.
Etwa 5 Kilometer nördlich der Örtlichkeit liegt der Mount Wilson (3261 m). In ähnlicher Entfernung liegt südlich der Mount Erasmus (3265 m) und westlich der Mount Murchison (3353 m).

## Zweck
Die Lokalität dient ausschließlich der Minimalversorgung für den Tourismus (Resort-Hotel, Reiseproviant, Souvenirs und Tankstelle) und ist die einzige Versorgungsmöglichkeit am Icefields Parkway. Sie ist zwischen Oktober und Mai geschlossen.